# 斯克里亞吉夫卡
50°31′46″N 34°48′20″E / 50.52944°N 34.80556°E
斯克里亞希夫卡（烏克蘭語：Скрягівка）是位於烏克蘭東北部的村莊，由蘇梅州奥赫蒂尔卡区的特羅斯佳內茨市鎮負責管轄。該村處於比拉河左岸，分別距離布伊梅爾1公里和新謝利夫卡1.5公里，海拔高度153米，2001年人口188。